# Лудориите на Зак и Коди
Лудориите на Зак и Коди (на английски: The Suite Life of Zack & Cody) е сериал на Disney Channel. Филмът продължава в сериала „Корабните приключения на Зак и Коди“.

## Излъчване
Виж: Списък с епизодите на Лудориите на Зак и Коди
| Сезон | Сезон | Епизоди | Начало на сезона | Край на сезона   |
| ----- | ----- | ------- | ---------------- | ---------------- |
|       | 1     | 26      | 18 март 2005     | 27 януари 2006   |
|       | 2     | 39      | 3 февруари 2006  | 2 юни 2007       |
|       | 3     | 22      | 23 юни 2007      | 1 септември 2008 |

## Сюжет
Действията в сериала се развиват около две хлапета Зак и Коди (Дилън и Коул Спраус). Те са близнаци и живеят в хотел на име „Типтън“, чийто управител е г-н Моузби. Други главни герои са Лондон Типтън (Бренда Сонг) – наследницата на „Типтън“ и дъщеря на собственика Уилфред Типтън. Маделин „Мади“ (Ашли Тисдейл) – продавачка на сладки неща в хотела и ученолюбива ученичка. Главен герой е и майка им – Кери (Ким Роудс) която пее в хотела. Най-добрите приятели на близнаците са Макс (Алисън Стоунър) и момче с прякора „Глиста“.

## Герои
- Зак Мартин – по-забавния от братята и е зле с оценките. Винаги му идват странни идеи. Тези идеи повечето пъти включват пари. Влюбен е в Мади. Той харесва и други момичета, за разлика от Коди. Добър е в свалките и се облича много модерно.
- Коди Мартин – по-добрия в оценките. Умен и интелигентен е, печели научни конкурси и е добър готвач.
- Лондон Типтън – богатата дъщеря на собственика. Доста e глупава. Не може да изтърпи и час, без да си купи нещо. Има си куче на име Ивана, което не яде кучешка храна, а само изтънчени ястия.
- Мади Фицпатрик – продавачката на сладки и бонбони в хотела. Зак я харесва, но тя него не. За нея ученето е на първо място. Много грижовно и интелигентно момиче.
- Марион Моузби – управителя на хотел Типтън. Него го интересува само всичко да е наред в хотела.
- Естебан – пиколото на хотела, приятел е на Зак и Коди и въобще не умее да пази тайни, но върши и добри дела. Има домашен любимец – пиле, което се казва Дъдли.
- Мюриел – най-мързеливата чистачка. Мисли за ядене и пари. Често е заспала.
- Аруин Хохаузер – несръчен майстор на технологията, който харесва Кери. Приятел на Зак и Коди. Има алергия към коне.
- Кери Мартин – Тя е майката на близнаците и кабаретна певица. Бързо се ядосва като чуе за белята на синовете си.

## Специални гостуващи звезди в сериала
- Крис Браун - играе себе си (еп. Doin' Time in Suite 2330)
- Майли Сайръс - Хана Монтана (еп. That's So Suite Life of Hannah Montana)
- Зак Ефрон -  умникът Тревър (еп. Odd Couples)
- Джеси Макартни -  играе себе си (еп. Rock Star in the House)
- ДъВероникъс -  играят себе си (еп. The Suite Life Goes Hollywood Part 2)
- Ванеса Хъджинс – съученичката на Мади – Кори, която много харесва Лондон
- Селена Гомез –  играе Гуен (съученичка на Зак и Коди) (еп. A Midsummer's Nightmare)
- Камила и Ребека Русо – близначките Джанис и Джесика (1 еп.)

## В България
В България сериалът започва излъчване на 19 септември 2009 г. по Disney Channel. Втори сезон започва на 18 февруари 2010 г. Излъчването на втори сезон приключва на 27 май 2011г. Трети сезон не е излъчен на български. През 2012г. започва повторение всеки делничен ден от 00:50 и 01:15 през нощта. Ролите се озвучават от Живка Донева, Вилма Карталска, Станислав Димитров и Петя Абаджиева. Дублажът е синхронен на Студио Медиа Линк.